# Ella Miller
Ellenor « Ella » Miller, née le 6 décembre 1884 dans l’état du Tennessee et morte le 21 novembre 2000 à Fairfax (Virginie), est une supercentenaire américaine qui fut doyenne de l'humanité de 1999 à 2000.

## Biographie
Ella Miller, née le 6 décembre 1884 et décédée le 21 novembre 2000, était une supercentenaire américaine, c'est-à-dire qu'elle a vécu plus de 110 ans. Elle est surtout connue pour avoir été la doyenne de l'humanité de 1999 à 2000, après le décès de la précédente doyenne, Sarah Knauss, qui était alors considérée comme la personne la plus âgée du monde.
Ella Miller est née dans l'État du Tennessee et a connu plusieurs époques historiques marquantes au cours de sa longue vie. Au moment de son décès, elle avait 115 ans et 351 jours, ce qui faisait d'elle l'une des personnes les plus âgées jamais enregistrées.
Sa longévité impressionnante attire l'attention des médias, en particulier lorsqu'elle est reconnue comme la personne la plus âgée de la planète en 1999. Cependant, son statut de doyenne de l'humanité a été relativement court, car elle a perdu ce titre après sa mort en novembre 2000 et devient un symbole de longévité pour de nombreuses personnes à travers le monde.